# Campylospermum cupreum
Campylospermum cupreum là một loài thực vật có hoa trong họ Ochnaceae. Loài này được Farro mô tả khoa học đầu tiên.